# Berliet VE
Der Berliet VE, auch „22 HP“ genannt, war ein Pkw-Modell des Fahrzeugherstellers Berliet in Lyon aus dem Jahre 1922.

## Geschichte
Der Typ Berliet VE erhielt seine allgemeine Betriebserlaubnis am 8. Juni 1922. Er war ein Fahrzeug der Oberklasse. Er wurde auf dem Pariser Autosalon der Jahre 1922 und 1923 ausgestellt. Über produzierte Stückzahlen ist nichts bekannt.

## Technik
Steuerlich war das Fahrzeug mit 22 CV eingestuft, die bei 1500/min entwickelte effektive Höchstleistung des Motors vom Zyp Z wird – damaliger in Frankreich üblicher Sitte folgend – nicht genannt, dürfte aber bei mindestens 50 PS gelegen haben. Der Radstand betrug für das Produktionsjahr 1922 wahlweise 3,58 oder 3,73 m, im Modelljahr 1923 waren es 3,52 m. Als besonderes Ausstattungsmerkmal wird auf einen über eine zweiflüglige Tür im Heck zugänglichen Reparatursatz verwiesen, bestehend aus Wagenheber, Schlüssel, Hammer, Zange, Schraubenziehern und einem Reservereifen. (Weitere Daten sind der Info-Box zu entnehmen.)

### Originalquellen
Eine Publikation, in der alle vor 1945 gebauten Berliet-Typen individuell abgehandelt wären, gibt es nicht. Neben der unten erwähnten Literatur wurde auf die folgende in der Fondation Berliet verwahrte Originalunterlagen zurückgegriffen:
- "Fiches des Mines": Es handelt sich um die Werksunterlagen zur Erteilung einer allgemeinen Betriebserlaubnis, hierfür ist in Frankreich der "Inspecteur des mines" sachlich zuständig. Diese Unterlagen sind im Berliet-Archiv chronologisch geordnet und nummeriert. Nicht zu jedem Typ bzw. Variante gibt es entsprechende Unterlagen, teils, weil sie wohl als Untervarianten eines anderen Typs verstanden wurden, für den eine gesonderte Erlaubnis nicht erforderlich war, teils wohl, weil diese Unterlagen im Laufe der letzten 100 Jahre verlorengegangen sind. Bei Militärtypen gibt es Hinweise, dass eine Betriebserlaubnis direkt durch militärische Dienststellen erfolgte, was entsprechende "fiches des mines" überflüssig machte. Die Quellenbezeichnung lautet: "Fiches No...."

### Sonstige Quellen
- René Bellu, Toutes les voitures Françaises 1922, in Automobilia Hors-Serie No.76, Paris 2006, zit. als „Bellu 1922“
- René Bellu, Toutes les voitures Françaises 1923, in Automobilia Hors-Serie No.92, Paris 2008, zit. als „Bellu 1923“
- Monique Chapelle: Berliet. 1. Auflage. EMCE, Saint-Chamond 2016, ISBN 978-2-35740-049-8.